# Fernando Jordão
Fernando Antônio Ceciliano Jordão (Rio de Janeiro, 23 de junho de 1952) é um político brasileiro filiado ao Movimento Democrático (MDB). É ex-prefeito de Angra dos Reis.

## Carreira
Fernando Jordão é empresário, engenheiro eletricista (Universidade Santa Úrsula) e comerciante. Nas eleições de 2000 conquistou a prefeitura, sendo reeleito em 2004. Seu prestígio político em Angra dos Reis fez eleger seu primo, Artur Otávio Scapin Jordão Costa, o Tuca para prefeito de Angra dos Reis para o período de 2009 a 2012.
Após deixar o cargo de prefeito, assumiu o de secretário-executivo do Conselho de Desenvolvimento Sustentável da Baía da Ilha Grande (Consig). Em abril de 2010 Fernando anunciou sua pré-candidatura a deputado federal pelo PMDB.
Assumiu, como suplente, o mandato de Deputado Federal, na Legislatura 2011-2015, a partir de 21 de fevereiro de 2011. Afastou-se em 22 de fevereiro, e o reassumiu, como suplente, a partir de 1º de março de 2011. É membro titular da Comissão de Minas e Energia e membro suplente da Comissão de Meio Ambiente e Desenvolvimento Sustentável do Congresso Nacional. Também fez parte da Comissão Especial de Catástrofes Climáticas.
Em 2012 Jordão foi denunciado por crime eleitoral nas eleições municipais de 2008 pela Procuradoria-Geral da República (PGR). Jordão é acusado de compra de votos quando era prefeito de Angra dos Reis (RJ). Segundo a denúncia da PGR, Jordão teria oferecido transporte marítimo a eleitores do município em troca de votos para o candidato a prefeito apoiado por ele. Jordão também foi acusado de utilização indevida de estrutura administrativa da prefeitura, porém o crime prescreveu. O Supremo Tribunal Federal (STF) investiga a denúncia contra Jordão. Tramita também um segundo inquérito contra Jordão no STF.
Fernando Jordão não conseguiu se eleger nas Eleições de 2012 em Angra dos Reis. Fernando era candidato pelo PMDB e até a metade da contagem dos votos ele liderava. Com a apuração total, ele perdeu por 4350 votos de diferença com a adversária, Conceição Rabha do PT. Fernando terminou a apuração com 42750 votos, com 47,58% dos votos, perdendo por 4,84% de diferença com a candidata do PT.
Jordão disputou as eleições de 2016 novamente para a prefeitura de Angra e foi eleito com 75.517 votos, o que corresponde a 82,05% dos votos válidos.